# Stade de Reims 2014-2015
Questa voce raccoglie le informazioni riguardanti lo Stade de Reims nelle competizioni ufficiali della stagione 2014-2015.

## Stagione
Hubert Fournier lascia la panchina del Reims per accasarsi all'Olympique Lione. Al suo posto viene nominato allenatore Jean-Luc Vasseur.

## Maglie e sponsor
Lo sponsor tecnico per la stagione 2014-2015 è Hummel, mentre lo sponsor ufficiale è SANEI Ascenseurs. La prima maglia è bianca e rossa, calzoncini rossi e calzettoni bianchi. La seconda maglia è nera con inserti bianchi e rossi, calzoncini e calzettoni neri. La terza maglia è completamente bianca con inserti neri.

## Rosa
| N. |                           | Ruolo | Calciatore          |
| -- | ------------------------- | ----- | ------------------- |
| 2  | Mali (bandiera)           | D     | Mohamed Fofana      |
| 3  | Francia (bandiera)        | D     | Franck Signorino    |
| 5  | Francia (bandiera)        | C     | Grégory Bourillon   |
| 6  | Francia (bandiera)        | C     | Antoine Devaux      |
| 7  | Capo Verde (bandiera)     | A     | Odaïr Fortes        |
| 8  | Rep. del Congo (bandiera) | C     | Prince Oniangué     |
| 9  | Israele (bandiera)        | A     | Eliran Atar         |
| 10 | Francia (bandiera)        | A     | Gaëtan Charbonnier  |
| 11 | Brasile (bandiera)        | C     | Diego Rigonato      |
| 12 | Francia (bandiera)        | A     | Nicolas de Préville |
| 14 | Camerun (bandiera)        | A     | Benjamin Moukandjo  |
| 15 | Turchia (bandiera)        | D     | Atila Turan         |
| 16 | Togo (bandiera)           | P     | Kossi Agassa        |
| 17 | Danimarca (bandiera)      | C     | Mads Albæk          |
| 18 | Francia (bandiera)        | A     | Gaëtan Courtet      |

| N. |                          | Ruolo | Calciatore           |
| -- | ------------------------ | ----- | -------------------- |
| 19 | Francia (bandiera)       | C     | Alexis Peuget        |
| 20 | Francia (bandiera)       | A     | Yann Benedick        |
| 21 | Guinea-Bissau (bandiera) | C     | Bocundji Ca          |
| 22 | Francia (bandiera)       | D     | Mickaël Tacalfred    |
| 23 | Francia (bandiera)       | D     | Aïssa Mandi          |
| 24 | Francia (bandiera)       | A     | David N'Gog          |
| 25 | Francia (bandiera)       | D     | Anthony Weber        |
| 26 | RD del Congo (bandiera)  | D     | Omenuke Mfulu        |
| 27 | Francia (bandiera)       | D     | Christopher Glombard |
| 28 | Francia (bandiera)       | D     | Antoine Conte        |
| 29 | Francia (bandiera)       | A     | Grejohn Kiey         |
| 30 | Haiti (bandiera)         | P     | Johny Placide        |
| 40 | Francia (bandiera)       | P     | Sacha Bastien        |
| 50 | Francia (bandiera)       | P     | Cyriack Garel        |

## Calciomercato

### Sessione estiva(dal 10/6 all'1/9)
| Acquisti | Acquisti           | Acquisti            | Acquisti      |
| R.       | Nome               | da                  | Modalità      |
| -------- | ------------------ | ------------------- | ------------- |
| D        | Grégory Bourillon  |                     | svincolato    |
| D        | Antoine Conte      | Paris Saint-Germain | definitivo    |
| C        | Alexis Peuget      | Châteauroux         | fine prestito |
| A        | Yann Benedick      | Strasburgo          | fine prestito |
| A        | Nicolas Fauvergue  | Metz                | fine prestito |
| A        | Jonathan Kodjia    | Caen                | fine prestito |
| A        | Benjamin Moukandjo |                     | svincolato    |

| Cessioni | Cessioni            | Cessioni | Cessioni                   |
| R.       | Nome                | a        | Modalità                   |
| -------- | ------------------- | -------- | -------------------------- |
| C        | Floyd Ayité         |          | svincolato                 |
| C        | Grzegorz Krychowiak | Siviglia | definitivo (5,5 milioni €) |
| C        | Bilal Ouali         |          | svincolato                 |
| C        | Quentin Pereira     |          | svincolato                 |
| A        | Nicolas Fauvergue   |          | svincolato                 |
| A        | Jonathan Kodjia     |          | svincolato                 |

### Sessione invernale(dal 3/1 al 2/2)
| Acquisti | Acquisti | Acquisti | Acquisti |
| R.       | Nome     | da       | Modalità |
| -------- | -------- | -------- | -------- |

| Cessioni | Cessioni       | Cessioni | Cessioni   |
| R.       | Nome           | a        | Modalità   |
| -------- | -------------- | -------- | ---------- |
| A        | Eliran Atar    |          | svincolato |
| A        | Gaëtan Courtet | Brest    | prestito   |

## Risultati

### Ligue 1

#### Girone d'andata
| Arbitro: | Lannoy |

|                         |           |                     |
| Oniangué 22’ Devaux 34’ | Marcatori | 7’, 63’ Ibrahimović |

| Arbitro: | Gautier |

|                                         |           |                   |
| Gradel 60’ Monnet-Paquet 70’ Erdinç 81’ | Marcatori | 27’ (aut.) Perrin |

| Arbitro: | Bien |

|  |           |                        |
|  | Marcatori | 83’ Kanté 90+1’ Bazile |

| Arbitro: | Bastien |

|                                                                    |           |                      |
| Cyprien 45’ Chavarria 47’ Touzghar 61’ (rig.) Coulibaly 87’ (rig.) | Marcatori | 7’ Mandi 80’ Courtet |

| Arbitro: | Castro |

|                       |           |  |
| N'Gog 13’ Courtet 86’ | Marcatori |  |

| Arbitro: | Millot |

|  |           |               |
|  | Marcatori | 72’ Moukandjo |

| Arbitro: | Gautier |

|  |           |                                         |
|  | Marcatori | 8’, 20’ Gignac 52’, 59’ Ayew 74’ Imbula |

| Arbitro: | Thual |

|                             |           |  |
| Falcón 50’, 90+2’ Kashi 70’ | Marcatori |  |

| Arbitro: | Schneider |

|                    |           |  |
| Faubert 32’ (aut.) | Marcatori |  |

| Arbitro: | Moreira |

|           |           |              |
| Audel 13’ | Marcatori | 58’ Rigonato |

| Arbitro: | Millot |

|               |           |  |
| Moukandjo 90’ | Marcatori |  |

| Arbitro: | Desiage |

|              |           |               |
| Elderson 20’ | Marcatori | 80’ Moukandjo |

| Arbitro: | Castro |

|                                |           |  |
| Moukandjo 26’ (rig.) Mandi 33’ | Marcatori |  |

| Nizza 22 novembre 2014, ore 20:00 CET 14ª giornata | Nizza | 0 – 0 referto | Stade Reims | Allianz Riviera (15.207 spett.)\| Arbitro: \| Kalt \| |
| Arbitro:                                           | Kalt  |               |             |                                                       |

| Arbitro: | Lesage |

|                         |           |             |
| N'Gog 10’ Moukandjo 85’ | Marcatori | 41’ Modesto |

| Arbitro: | Ennjimi |

|                                 |           |               |
| Tolisso 6’ Placide 90+1’ (aut.) | Marcatori | 36’ Moukandjo |

| Arbitro: | Schneider |

|                             |           |                                       |
| Charbonnier 6’ Oniangué 68’ | Marcatori | 33’ Jacobsen 47’ Mandanne 79’ Beauvue |

| Arbitro: | Millot |

|                             |           |                     |
| Rigonato 14’, 80’ Mandi 78’ | Marcatori | 57’ Wass 69’ Cambon |

| Arbitro: | Fautrel |

|           |           |                                            |
| Mexer 45’ | Marcatori | 66’ Charbonnier 76’ Fortes 90’ de Préville |

#### Girone di ritorno
| Arbitro: | Moreira |

|                   |           |                       |
| Cohade 90’ (aut.) | Marcatori | 44’ Mollo 50’ Hamouma |

| Arbitro: | Rainville |

|                                                        |           |                 |
| Roberge 4’ (aut.) Yahia 8’ Privat 30’ Koita 76’ (rig.) | Marcatori | 27’ Charbonnier |

| Reims 25 gennaio 2015, ore 17:00 CET 22ª giornata | Stade Reims | 0 – 0 referto | Lens | Stade Auguste Delaune (13.813 spett.)\| Arbitro: \| Jaffredo \| |
| Arbitro:                                          | Jaffredo    |               |      |                                                                 |

| Tolosa 31 gennaio 2015, ore 20:00 CET 23ª giornata | Tolosa | – | Stade Reims | Stadium Municipal |

| Reims 7 febbraio 2015, ore 20:00 CET 24ª giornata | Stade Reims | – | Lorient | Stade Auguste Delaune |

| Marsiglia 14 febbraio 2015, ore ? CET 25ª giornata | Olympique Marsiglia | – | Stade Reims | Stade Vélodrome |

| Reims 21 febbraio 2015, ore ? CET 26ª giornata | Stade Reims | – | Metz | Stade Auguste Delaune |

| Bordeaux 28 febbraio 2015, ore ? CET 27ª giornata | Bordeaux | – | Stade Reims | Stade Chaban-Delmas |

| Reims 7 marzo 2015, ore ? CET 28ª giornata | Stade Reims | – | Nantes | Stade Auguste Delaune |

| Montpellier 14 marzo 2015, ore ? CET 29ª giornata | Montpellier | – | Stade Reims | Stade de la Mosson |

| Reims 21 marzo 2015, ore ? CET 30ª giornata | Stade Reims | – | Monaco | Stade Auguste Delaune |

| Villeneuve d'Ascq 4 aprile 2015, ore ? CEST 31ª giornata | Lilla | – | Stade Reims | Stade Pierre-Mauroy |

| Reims 12 aprile 2015, ore ? CEST 32ª giornata | Stade Reims | – | Nizza | Stade Auguste Delaune |

| Furiani 18 aprile 2015, ore ? CEST 33ª giornata | Bastia | – | Stade Reims | Stade Armand Cesari |

| Reims 25 aprile 2015, ore ? CEST 34ª giornata | Stade Reims | – | Olympique Lione | Stade Auguste Delaune |

| Guingamp 3 maggio 2015, ore ? CEST 35ª giornata | Guingamp | – | Stade Reims | Stade de Roudourou |

| Annecy 9 maggio 2015, ore ? CEST 36ª giornata | Évian TG | – | Stade Reims | Parc des Sports |

| Reims 16 maggio 2015, ore ? CEST 37ª giornata | Stade Reims | – | Rennes | Stade Auguste Delaune |

| Parigi 23 maggio 2015, ore ? CEST 38ª giornata | Paris Saint-Germain | – | Stade Reims | Parc des Princes |

### Coppa di Francia

#### Fase a eliminazione diretta
| Arbitro: | Perreau-Niel |

|         |           |                                              |
| Ayi 46’ | Marcatori | 39’ Rigonato 49’ Charbonnier 57’ de Préville |

| Rennes 22 gennaio 2015, ore 21:00 CET Sedicesimi di finale | Rennes  | – | Stade Reims | Stade de la Route de Lorient\| Arbitro: \| Desiage \| |
| Arbitro:                                                   | Desiage |   |             |                                                       |

### Coppa di Lega

#### Fase a eliminazione diretta
| Arbitro: | Gautier |

|                             |           |                                     |
| de Préville 26’ Courtet 90’ | Marcatori | 63’ Niang 81’ Savanier 102’ Ouaamar |

## Statistiche
Aggiornate al 25 gennaio 2015

### Statistiche di squadra
| Competizione     | Punti | In casa | In casa | In casa | In casa | In casa | In casa | In trasferta | In trasferta | In trasferta | In trasferta | In trasferta | In trasferta | Totale | Totale | Totale | Totale | Totale | Totale | DR |
| Competizione     | Punti | G       | V       | N       | P       | Gf      | Gs      | G            | V            | N            | P            | Gf           | Gs           | G      | V      | N      | P      | Gf     | Gs     | DR |
| ---------------- | ----- | ------- | ------- | ------- | ------- | ------- | ------- | ------------ | ------------ | ------------ | ------------ | ------------ | ------------ | ------ | ------ | ------ | ------ | ------ | ------ | -- |
| Ligue 1          | 29    | 12      | 6       | 2       | 4       | 16      | 17      | 10           | 2            | 3            | 5            | 11           | 19           | 22     | 8      | 5      | 9      | 27     | 36     | -9 |
| Coppa di Francia | -     | -       | -       | -       | -       | -       | -       | 1            | 1            | 0            | 0            | 3            | 1            | 1      | 1      | 0      | 0      | 3      | 1      | +2 |
| Coppa di Lega    | -     | 1       | 0       | 0       | 1       | 2       | 3       | -            | -            | -            | -            | -            | -            | 1      | 0      | 0      | 1      | 2      | 3      | -1 |
| Totale           | -     | 13      | 6       | 2       | 5       | 18      | 20      | 11           | 3            | 3            | 5            | 14           | 20           | 24     | 9      | 5      | 10     | 32     | 40     | -8 |

### Andamento in campionato
| Giornata  | 1  | 2  | 3  | 4  | 5  | 6  | 7  | 8  | 9  | 10 | 11 | 12 | 13 | 14 | 15 | 16 | 17 | 18 | 19 | 20 | 21 | 22 | 23 | 24 | 25 | 26 | 27 | 28 | 29 | 30 | 31 | 32 | 33 | 34 | 35 | 36 | 37 | 38 |
| --------- | -- | -- | -- | -- | -- | -- | -- | -- | -- | -- | -- | -- | -- | -- | -- | -- | -- | -- | -- | -- | -- | -- | -- | -- | -- | -- | -- | -- | -- | -- | -- | -- | -- | -- | -- | -- | -- | -- |
| Luogo     | C  | T  | C  | T  | C  | T  | C  | T  | C  | T  | C  | T  | C  | T  | C  | T  | C  | C  | T  | C  | T  | C  | T  | C  | T  | C  | T  | C  | T  | C  | T  | C  | T  | C  | T  | T  | C  | T  |
| Risultato | N  | P  | P  | P  | V  | V  | P  | P  | V  | N  | V  | N  | V  | N  | V  | P  | P  | V  | V  | P  | P  | N  |    |    |    |    |    |    |    |    |    |    |    |    |    |    |    |    |
| Posizione | 10 | 16 | 19 | 19 | 18 | 15 | 18 | 19 | 16 | 14 | 14 | 13 | 10 | 10 | 8  | 9  | 10 | 10 | 9  | 12 | 11 | 11 |    |    |    |    |    |    |    |    |    |    |    |    |    |    |    |    |

Fonte:  Classements, su lfp.fr, LFP.
Legenda:

Luogo: C = Casa; T = Trasferta. Risultato: V = Vittoria; N = Pareggio; P = Sconfitta.

### Statistiche dei giocatori
| Giocatore      | Ligue 1  | Ligue 1 | Ligue 1     | Ligue 1    | Coppa di Francia Coppa di Lega | Coppa di Francia Coppa di Lega | Coppa di Francia Coppa di Lega | Coppa di Francia Coppa di Lega | Totale   | Totale | Totale      | Totale     |
| Giocatore      | Presenze | Reti    | Ammonizioni | Espulsioni | Presenze                       | Reti                           | Ammonizioni                    | Espulsioni                     | Presenze | Reti   | Ammonizioni | Espulsioni |
| -------------- | -------- | ------- | ----------- | ---------- | ------------------------------ | ------------------------------ | ------------------------------ | ------------------------------ | -------- | ------ | ----------- | ---------- |
| M. Albæk       | 7        | 0       | 0           | 1          | -                              | -                              | -                              | -                              | 7        | 0      | 0           | 1          |
| K. Agassa      | 3        | -6      | 0           | 0          | 1+1                            | -1-3                           | 0                              | 0                              | 5        | -7     | 0           | 0          |
| E. Atar        | 1        | 0       | 0           | 0          | -                              | -                              | -                              | -                              | 1        | 0      | 0           | 0          |
| S. Bastien     | 1        | 0       | 0           | 0          | -                              | -                              | -                              | -                              | 1        | 0      | 0           | 0          |
| Y. Benedick    | -        | -       | -           | -          | -                              | -                              | -                              | -                              | -        | -      | -           | -          |
| G. Bourillon   | 14       | 0       | 3           | 0          | 1+1                            | 0                              | 0                              | 0                              | 16       | 0      | 3           | 0          |
| B. Ca          | 5        | 0       | 0           | 0          | 0+1                            | 0                              | 0                              | 0                              | 6        | 0      | 0           | 0          |
| G. Charbonnier | 19       | 3       | 7           | 0          | 1+0                            | 1+0                            | 0                              | 0                              | 20       | 4      | 7           | 0          |
| G. Courtet     | 17       | 2       | 1           | 0          | 1+1                            | 0+1                            | 0                              | 0                              | 19       | 3      | 1           | 0          |
| A. Conte       | 18       | 0       | 4           | 1          | 1+0                            | 0                              | 0                              | 0                              | 19       | 0      | 4           | 1          |
| N. de Preville | 13       | 1       | 1           | 0          | 1+1                            | 1+1                            | 0                              | 0                              | 15       | 3      | 1           | 0          |
| A. Devaux      | 20       | 1       | 3           | 0          | 1+1                            | 0                              | 1+0                            | 0                              | 22       | 1      | 4           | 0          |
| M. Fofana      | 6        | 0       | 2           | 0          | 0                              | 0                              | 0                              | 0                              | 6        | 0      | 2           | 0          |
| O. Fortes      | 17       | 1       | 0           | 0          | 0+1                            | 0                              | 0                              | 0                              | 18       | 1      | 0           | 0          |
| C. Garel       | 1        | -3      | 0           | 0          | -                              | -                              | -                              | -                              | 1        | -3     | 0           | 0          |
| C. Glombard    | 9        | 0       | 0           | 0          | 1+1                            | 0                              | 0                              | 0                              | 11       | 0      | 0           | 0          |
| G. Kiey        | -        | -       | -           | -          | -                              | -                              | -                              | -                              | -        | -      | -           | -          |
| A. Mandi       | 17       | 3       | 1           | 0          | 0+1                            | 0                              | 0+1                            | 0                              | 18       | 3      | 2           | 0          |
| C. Mavinga     | 7        | 0       | 3           | 1          | 1+1                            | 0                              | 1+0                            | 0                              | 9        | 0      | 4           | 1          |
| O. Mfulu       | 3        | 0       | 0           | 0          | 0                              | 0                              | 0                              | 0                              | 3        | 0      | 0           | 0          |
| B. Moukandjo   | 16       | 6       | 1           | 0          | 0+1                            | 0                              | 0                              | 0                              | 17       | 6      | 1           | 0          |
| D. N'Gog       | 13       | 2       | 1           | 0          | 1+0                            | 0                              | 0                              | 0                              | 14       | 2      | 1           | 0          |
| P. Oniangué    | 17       | 2       | 5           | 1          | -                              | -                              | -                              | -                              | 17       | 2      | 5           | 1          |
| A. Peuget      | 1        | 0       | 0           | 0          | 0                              | 0                              | 0                              | 0                              | 1        | 0      | 0           | 0          |
| J. Placide     | 19       | -27     | 1           | 0          | 0                              | 0                              | 0                              | 0                              | 19       | -27    | 1           | 0          |
| D. Rigonato    | 17       | 3       | 1           | 0          | 1+1                            | 1+0                            | 0+1                            | 0                              | 19       | 4      | 2           | 0          |
| V. Roberge     | 8        | 0       | 2           | 0          | 1+1                            | 0                              | 0                              | 0                              | 10       | 0      | 2           | 0          |
| F. Signorino   | 16       | 0       | 4           | 0          | -                              | -                              | -                              | -                              | 16       | 0      | 4           | 0          |
| M. Tacalfred   | 19       | 0       | 3           | 0          | 1+1                            | 0                              | 0+1                            | 0                              | 21       | 0      | 4           | 0          |
| A. Turan       | -        | -       | -           | -          | -                              | -                              | -                              | -                              | -        | -      | -           | -          |
| A. Weber       | 4        | 0       | 0           | 0          | 1+0                            | 0                              | 0                              | 0                              | 5        | 0      | 0           | 0          |